# ’Ia Ora ’O Tahiti Nui
’Ia Ora ’O Tahiti Nui és l'himne nacional de la Polinèsia Francesa.
Adoptat per l'Assemblea de la Polinèsia Francesa el 10 de juny de 1993 amb la Llei del País 1993-60.  Aquest himne fou creat per Maeva Bougues, Irmine Tehei, Angèle Terorotia, Johanna Nouveau, Patrick Amaru, Louis Mamatui, Jean-Pierre i Pierre Célestin, després que en cedissin els drets d'autor al govern del territori. Normalment l'himne sona en festes del país i en representacions regionals i internacionals a les quals la Polinèsia Francesa participa.

## Lletra
(tahitià)
’Ua rahu te atua (i) to’u ’ai’a
Hono no’ano’a o te motu rau
Heihei i te pua ri’i au ē
E firi nape morohi ’ore
'O ta’u ia e fa’ateniteni nei
Te Tuoro nei te reo here
O te hui’a
’A hi’i to aroha
’Ia ora ’o Tahiti Nui ē
(francès)
Mon pays est né de Dieu
Collier d'îles multiples
Aux délicates senteurs
Reliées d'une tresse immortelle
Aujourd'hui je te loue
Voici que s'élève la voix de tes enfants
" Répands ton amour "
Pour que vive Tahiti Nui